# Stéphane Lupasco
Stéphane Lupasco (nascido Ştefan Lupaşcu; 11 de Agosto de 1900 – 7 de Outubro de 1988) foi um filósofo romeno que desenvolveu uma lógica não-aristotélica.

## Biografia
Stéphane Lupasco nasceu em Bucareste no dia 11 de Agosto de 1900. Sua família pertencia à antiga aristocracia moldávia. Seu pai foi um advogado e político, mas foi sua mãe, pianista e aluna de César Franck, a responsável pela mudança da família para Paris em 1916. Após terminar sua educação básica no Lycée Buffon, ele estudou filosofia, biologia e física na Sorbonne e, brevemente, Direito. Lupasco participou ativamente da vida artística e intelectual de Paris nos anos 1920 e 1930, vindo a defender sua tese de doutoramento em 1935.

## Carreira Acadêmica
Em 1946, Lupasco foi nomeado Pesquisador Assistente no Centre National de la Recherche Scientifique, um posto que foi obrigado a abandonar devido à inabilidade do Centro em decidir a qual Seção Científica seu trabalho correspondia! Os próximos dez ou quinze anos foram de grande aceitação a seu trabalho por parte do público e de outros pensadores, mas infelizmente não pelos lógicos e filósofos do mainstream acadêmico-científico. Sua obra Trois Matières (Três Matérias), publicada em 1960 foi um bestseller, e o público passou a tratar Lupasco como o Descartes, o Leibniz, o Hegel do século XX, um novo Claude Bernard, um novo Bergson, etc. Ele continuou a publicar seus livros nos anos 1970 e 1980, sendo o último L’Homme et ses Trois Ethiques (O Homem e suas Três Éticas), em 1986, apenas dois anos antes de sua morte em 7 de Outubro de 1988, em Paris. Um prêmio da Academia de Artes e Ciências dos Estados Unidos em 1984 esteve entre as poucas honras recebidas por Lupasco em vida. Lupasco foi um dos membros fundadores do Centro Internacional de Pesquisas e Estudos Transdisciplinares (Centre International de Recherches et Etudes Transdisciplinaires - CIRET), fundado em Paris em 1987 por Basarab Nicolescu, Edgar Morin, René Berger, Michel Random além de outras figuras centrais da intelligentsia francesa. Como Nicolescu recordou mais tarde, Lupasco foi profundamente afetado pela resistência obstinada da comunidade acadêmica em aceitar um debate honesto para discustir seus novos princípios e postulados, e é com amargura compreensível que Lupasco viu nessa resistência um outro exemplo da atuação mesma de seus princípios.

## Pensamento
O estilo de Lupasco enquanto escritor não é dos mais fáceis, e requer ininterrupta atenção do leitor. Não é incomum encontrar períodos de quase uma página de extensão, contendo múltiplas orações aninhadas. Sua escrita é extremamente densa em termos de ideias e do significado de cada frase sucessiva, e contém somente alguns poucos exemplos ilustrativos ocasionais. Lupasco faz muitas referências a suas publicações anteriores, infelizmente, sem apresentar adequada indexação. Tal como notou Nicolescu, a exclusão de Lupasco da vida acadêmica francesa resultou tanto em vantagens quanto em desvantagens: Lupasco se liberou das limitações de ensino e da publicação de trabalhos de pesquisa em um formato rígido, e ele, obviamente, não viu necessidade disciplinante de aplicar o fornecimento de referências para suas fontes. No livro Psychic Universe, publicado quando Lupasco tinha setenta e nove anos de idade, o leitor não encontra informação alguma sobre os estudos então correntes em psiquiatria. (Lupasco infelizmente não lia inglês muito bem, e por isso referências à "antipsiquiatria" de Ronald Laing e Gregory Bateson, tão próxima em espírito a seu próprio trabalho, não são encontradas.) Um estudo recente feito por Brenner (2008) atualiza o trabalho de Lupasco e mostra sua relevância às questões atuais no campo da ciência e filosofia, assim como na lógica.
Lupasco não foi bem apresentado pelos exegetas (poucos) que haviam olhado de perto seu trabalho. Apenas um livro, da autoria do sociólogo Marc Beigbeder, apresenta tanto uma descrição substancial da teoria de Lupasco quanto um desenvolvimento da mesma como uma "lógica da sociedade". Uma monografia breve, escrita pelo filósofo Benjamin Fondane, que data de 1944 (pouco antes de sua deportação e morte), foi publicada em 1998 e discute as supostas limitações da visão de Lupasco no que se refere à afetividade e à ontologia. Um livro publicado por um obscuro artista Inglês, George Melhuish, usa ideias de Lupasco para desenvolver seu próprio conceito da estrutura do universo, uma leitura simpática, mas não muito rigorosa de sua obra. O autor deste artigo tem uma dívida com Nicolescu em virtude do acesso a estes e vários outros textos de sua biblioteca pessoal os quais, de outra forma, permaneceriam totalmente indisponíveis. Um entendimento completo da análise de Lupasco a esses precursores — que André Glucksmann chamou de "Les Maîtres Penseurs", isto é, Kant, Hegel, Schopenhauer e Marx - deve ser procurado em vários livros diferentes. A atenção do leitor é recompensada, no entanto, por reformulações regulares de Lupasco de suas teses básicas, muitas vezes expressas, nessas revisões, de maneiras muito mais econômicas, significativas e coerentes.
Em sua introdução ao livro Princípio de Antagonismo e Lógica da Energia, de Lupasco, Nicolescu aponta a perfeita acessibilidade da linguagem do autor, uma vez que o leitor ultrapasse as (relativamente poucas) fórmulas matemáticas do livro. "A obra exemplifica, de forma auto-referencial, os aspectos ternários de 'potencialização', 'atualização' e 'terceiro incluído' que lhe dão o charme e o privilégio de encantamentos que são ao mesmo tempo científicos, filosóficos e poéticos".
Resumindo brevemente, estimulado pelos trabalhos de Einstein e pela Mecânica Quântica, Lupasco fundou uma nova lógica, questionando a Lei do terceiro excluído — tertium non datur —, um princípio da lógica clássica. Ele introduziu um terceiro estado, indo além do Princípio da Dualidade, o estado-T. O estado-T não é 'atual', nem 'potencial' (categorias que substituem no sistema de Lupasco os valores "verdadeiro" ou "falso" da lógica bivalente padrão), mas uma resolução dos dois elementos contraditórios em um nível mais elevado da realidade ou complexidade. Lupasco generalizou sua lógica para incluir física e epistemologia e, sobretudo, uma nova teoria da consciência.

## Obras
1. Logique et contradiction, P. U. F., Paris, 1947.
2. Le principe d'antagonisme et la logique de l'énergie. Prolégomènes à une science de la contradiction, Hermann & Co., Paris, 1951.
3. Du devenir logique et de l’affectivité ; Vol. 1 : Le dualisme antagoniste ; Vol. 2 : Essai d’une nouvelle théorie de la connaissance. Paris : Vrin, 1935 ; 2nd edition 1973.
4. Les trois matières. Paris : Julliard, 1960 (LTM)
5. Qu’est-ce qu’une structure? Paris: Christian Bourgois, 1967
6. La tragédie de l'énergie. Paris: Casterman, 1970
7. L’univers psychique. Paris: Editions Denoël/Gonthier, 1979.
8. L’énergie et la matière vivante. Monaco: Éditions du Rocher. (Originally published in Paris: Julliard, 1962.), 1986
9. La topologie énergétique. In Pensées hors du Rond, La Liberté de l’esprit. 12: 13-30. Paris: Hachette, 1986
10. L’Homme et ses trois éthiques. Paris: Editions du Rocher, 1986
11. L’énergie et la matière psychique. Monaco: Éditions du Rocher. (Originally published in Paris: Julliard, 1974.), 1987.

## Ligações Externas
- French articles
- Bio-bibliografia feita por Basarab Nicolescu no site do CIRET
- Escritos sobre Lupasco
- Contribuições para o Congresso Internacional Stéphane Lupasco
- Instituto de Estudos Europeus "Stephen Lupascu"